# Союкбулак (Кедабекский район)
Союкбулак (азерб. Soyuqbulaq) — село в Кедабекском районе Азербайджана.

## География
Село расположено в средней и высокой горных цепях Малого Кавказа. Его территория охватывает северный склон хребта Шахдаг. Деревня окружена густым лесом.

## История
Топоним Союкбулак взят из названия источника Союкбулак. В 1925 году часть жителей села Новоспасовка (ныне Пирбулаг) переехала и заложила основание новой деревни Союкбулак. В 1932 году в селе Союкбулак был основан колхоз «Коминтерн». Село стала называться этим именем. 29 апреля 1992 года решением Верховного Совета Азербайджанской Республики историческое название села было восстановлено.

## Население
По данным переписи 2009 года, в селе проживает 553 человека. Основными занятиями являются сельское хозяйство, скотоводство и животноводство.